# Heinrich von Thurn
Heinrich von Thurn (schwedisch Henrik von Thurn; tschechisch Jindřich Thurn; * 1628; † 19. August 1656 vor  Riga) war ein schwedischer Generalmajor, Reichsrat, Statthalter in Riga und Reval.

## Leben

### Herkunft und Familie
Heinrich von Thurn war Angehöriger der von seinem Großvater Heinrich Matthias von Thurn (1567–1640) gestifteten schwedisch-baltischen Linie der Grafen von Thurn, Valsassina und Pernau. Seine Eltern waren der schwedische Sergeantmajorgeneral Frans Bernhard Graf von Thurn und Pernau (1592–1628) und Magdalena Gräfin von Hardeck († nach 1646). Heinrich vermählte sich in erster Ehe mit Anna Margatea Haugwitz-Biskupitz und 1648 in Ueckermünde in zweiter Ehe mit Johanna (1623–1661), Witwe des schwedischen Feldmarschall Johan Banér (1596–1641) und Tochter von Friedrich V. Markgraf von Baden-Durlach (1594–1659) und Barbara von Württemberg (1593–1627). Aus keiner seiner Ehen sind Kinder bekannt, somit erlosch nach Heinrichs Tod auch die baltische Linie der Grafen von Pernau.

### Werdegang
Heinrich war Graf von Thurn, Valsassina und Pernau (das sein Vater 1627 verliehen bekam), Freiherr von Kreutzberg, Erbherr von Wellisch, Wisternitz, Göttingen, Loesdorf und Venngarn (das er 1653 für 50.000 Reichstaler an Magnus Gabriel De la Gardie verkaufte).
Thurn diente im Dreißigjährigen Krieg und war 1646 Kompaniechef des Regiments Herzog von Sönderborg. Zu Kriegsende hatte er den Rang eines Obersts inne. Er wurde dann 1649 Gouverneur von Riga sowie der Kreise Wenden und Pernau in Livland. 1651 avancierte er zum Generalmajor. Im Jahre 1653 wurde er Gouverneur von Estland und im Oktober auch schwedischer Reichsrat. Während der russischen Invasion in Livland 1656 war er Oberbefehlshaber der schwedischen Truppen ebd. Der Übermacht nicht gewachsen musste er sich nach Riga zurückziehen und ist bei einem Gefecht außerhalb der Stadtmauer gefallen. Anschließend wurde er enthauptet. Sein Kopf wurde am 25. August in einer mit rotem Taft ausgekleideten Schachtel an seine Witwe geschickt. Danach kauften die Schweden seine Leiche und er wurde in der Stadtkirche in Riga beigesetzt.